# 제리스크립트
제리스크립트(JerryScript)는 사물의 인터넷을 위한 초경량 자바스크립트 엔진이다. 총 메모리 64KB 미만으로 ECMAScript 5.1 소스 코드를 컴파일 및 실행이 가능하다.

## 주요 기능
- ECMAScript 5.1 전체 표준 준수
- 170K ARM-Thumb2 binary size
- 적은 메모리 사용과 높은 성능
- 표준 C99소스코드
- 컴파일 하지 않고 스크립트 소스코드 실행을 위한 스냅샵 지원
- Embadding API 프로젝트 IoT.js 내장